# André Waignein
Andrè Waignein (conosciuto anche con gli pseudonimi  Roland Kernen e Rita Defoort; Mouscron, 28 gennaio 1942 – 22 novembre 2015) è stato un compositore belga.
Il padre, ferroviere ma anche buon suonatore di sassofono, lo iniziò alla musica regalandogli prima un suo vecchio flicorno e poi regalandogli una tromba. Cresciuto, si iscrisse al conservatorio di Mons, dove si diplomò in tromba e composizione.
Il suo repertorio comprende opere pedagogiche, musica da camera, musica per orchestra sinfonica e per banda, ed al giorno d'oggi conta più di trecento composizioni edite in tutto il mondo.
Compositore poliedrico, si nasconde dietro vari pseudonimi secondo il genere delle sue composizioni.
Al centro della sua attività  musicale è stata la ricerca di un genere che potesse  sfruttare allo stesso pieno le potenzialità dell'orchestra sinfonica e della banda.